# Marianenrohrsänger
Der Marianenrohrsänger (Acrocephalus hiwae, Syn. Acrocephalus luscinius hiwae, gelegentliche Fehlschreibung hivae) ist ein Singvogel aus der Gattung der Rohrsänger (Acrocephalus) und der Familie der Rohrsängerartigen (Acrocephalidae).
Der Vogel kommt auf der Saipan- und Alamagan-Insel der Nördlichen Marianen vor.
Das Verbreitungsgebiet umfasst Lebensräume mit Napiergras, Miscanthus floridulus und Weißkopfmimosen, auch Mangroven, Schilf, Lindenblättriger Eibisch, Portiabaum oder Schachtelhalmblättrige Kasuarine als Dickicht bis etwa 400 m Höhe.
Der Ursprung des Artepithetons ist unklar.
Früher wurde die Art als konspezifisch mit dem oder als Unterart (Ssp.) des Guamrohrsängers (Acrocephalus luscinius) angesehen.

## Merkmale
Die Art ist 18–19 cm groß und wiegt zwischen 27 und 38 g und ist damit ein relativ großer Rohrsänger, er hat einen sehr langen Schnabel, die Kopffedern sind beim Singen oft leicht aufgestellt, die Flügel sind kurz und rund mit kurzer Handschwingenprojektion. Der Überaugenstreif ist gelb oder blass cremefarben und reicht bis hinter die Ohrdecken, der Augenstreif ist schwarz, der Scheitel und die Oberseite rostbraun mit schmalen bräunlichen Rändern der Hand- und Armschwingen, auch die Steuerfedern haben bräunliche Spitzen. Die Unterseite ist blass gelb bis cremefarben, die Flanken gelbbräunlich, die Unterschwanzdecken sind blassbraun. Die Iris ist dunkelbraun, der Oberschnabel grau bis schwarz, der Unterschnabel ist fleischfarben, jeweils  mit gelben Rändern. Die Beine sind gräulich bis blau. Die Geschlechter unterscheiden sich nicht außer in der Größe. Jungvögel haben noch keinen Überaugenstreif und einen dunkleren Bartstreif, sind auf der Oberseite braun.
Die Art ist monotypisch.

## Stimme
Der Ruf des Männchens wird als langsame, laute, ziemlich melodische und abwechslungsreiche Folge von Pfeif-, Träller- und Trillerlauten über 4 bis 8 s, von einer Pause etwa gleicher Länge gefolgt. Der Ruf ähnelt dem der Amsel, wird oft auch nachts vorgetragen.

## Lebensweise
Die Nahrung besteht hauptsächlich aus Insekten, kleinen Eidechsen, Spinnentieren und Schnecken, die überwiegend auf dem Erdboden gesucht werden.
Wahrscheinlich kann das ganze Jahr über gebrütet werden, besonders Januar bis März und Juli bis September. Die Art ist überwiegend monogam. Das Nest wird fast ausschließlich vom Weibchen in 2–10 m Höhe zwischen Baumstamm und angrenzenden Ästen aufgehängt.
Das Gelege besteht aus 2–4 weißlichen Eiern mit graubraunen und rostfarbenen Flecken.

## Gefährdungssituation und Bestand
Die Art wird wegen des kleinen Verbreitungsgebiets von etwa 2.500 km² und des stark abfallendes Bestands von noch etwa 2000 bis 2500 adulten Individuen in der Roten Liste der IUCN als vom Aussterben bedroht (Critically Endangered) eingestuft. Als Bedrohungen werden Habitatverlust durch Ausbreitung von Landwirtschaft und menschlichen Siedlungen, die Einführung der sich unter anderem von Vögeln ernährenden Braunen Nachtbaumnatter (Boiga irregularis), der Hauskatze (Ferus catus) und von Ratten (Rattus spp.) als invasive Neozoen, die Einführung der Tindola (Coccinia grandis) als Neophyt, die als Parasit auf Bäumen wächst und diese tötet, und zuletzt die Abgrasung der Flächen durch wilde Paarhufer genannt.